# Майск (Томская область)
Майск — деревня в Каргасокском районе Томской области России. Находится на межселенной территории.

## География
Деревня находится в юго-западной части Томской области, в пределах Васюганской равнины, на левом берегу реки Васюган, вблизи места впадения в него реки Гарчак, на расстоянии примерно 252 километров (по прямой) к юго-западу от села Каргасок, административного центра района. Абсолютная высота — 99 метров над уровнем моря.

### Часовой пояс
Деревня Майск, как и вся Томская область, находится в часовой зоне МСК+4. Смещение применяемого времени относительно UTC составляет +7:00.

## Население
В 1998 г. Майск как населённый пункт был закрыт и население переехало в другие посёлки. С тех пор метеостанция Майск относится к числу труднодоступных. Во всем посёлке живут только 1-2 местных жителей и 4 сотрудника метеостанции.
| 2012 | 2013 | 2014 | 2015 | 2016 | 2018 | 2019 |
| ---- | ---- | ---- | ---- | ---- | ---- | ---- |
| 6    | ↗7   | ↘5   | →5   | ↘4   | →4   | →4   |
| 2020 | 2021 |      |      |      |      |      |
| ↗5   | ↗13  |      |      |      |      |      |

Национальный состав
Согласно результатам переписи 2002 года, в национальной структуре населения русские составляли 89 %.

## Метеостанция
Метеостанция Майск расположена на крайнем юго-западе области, в верховьях реки Васюган, в самом сердце Большого Васюганского болота. Метеорологические наблюдения на станции начались 1 августа 1943 г. и продолжаются по настоящее время. Майск является метеорологической станцией второго разряда, проводит основные метеорологические (режимные) наблюдения. Программа метеонаблюдений в Майске включает 8-срочные наблюдения только самых основных метеохарактеристик.